# Копитник
Копитник (болг. Копитник) — село в Болгарии. Находится в Кырджалийской области, входит в общину Черноочене. Население составляет 4 человека.

## Политическая ситуация
В местном кметстве Комунига, в состав которого входит Копитник, должность кмета (старосты) исполняет Руфтин Сейдахмед Шевкед (независимый) по результатам выборов правления кметства.
Кмет (мэр) общины Черноочене — Айдын Ариф Осман (Движение за права и свободы (ДПС)) по результатам выборов в правление общины.